# Psapharochrus brevicornis
Psapharochrus brevicornis är en skalbaggsart som först beskrevs av Dmytro Zajciw 1964.  Psapharochrus brevicornis ingår i släktet Psapharochrus och familjen långhorningar. Inga underarter finns listade i Catalogue of Life.